# Biblioteca General de la Universidad de Coímbra
La Biblioteca General de la Universidad de Coímbra (Biblioteca Geral da Universidade de Coimbra), es la biblioteca central de la Universidad de Coímbra, en Coímbra, Portugal. Le fue concedido ,  en el año 2007, el Sello de  Patrimonio Europeo.

## Desarrollo histórico de la institución
Ya antes de la transferencia definitiva de la Universidad a Coímbra en 1537 se hallan documentos de una Livraria do Estudo, cuyo funcionamiento se regula por diversos estatutos, entre ellos, los de 1591, 1597 y 1653. Desde el siglo XVI, los fondos de la Biblioteca se enriquecen con donaciones y adquisiciones de diversos conjuntos bibliográficos, destacando la compra de valiosos libros en Flandes por el librero e impresor Pedro Mariz.
El reinado de Juan V de Portugal, supone un momento de esplendor al construirse un magnífico edificio propio (Biblioteca Joanina). La Reforma Pombalina de la Universidad en 1772, implica la creación de bibliotecas especializadas, dedicadas fundamentalmente al estudio de las ciencias exactas.
La invasión napoleónica y las guerras civiles del siglo XIX, implican un freno muy notable a la Universidad y la Biblioteca. Se pierden fondos bibliográficos y decrece el número de volúmenes presentes en la Biblioteca. En el siglo XX, en el trasfondo de las obras de la Ciudad Universitaria, se da prioridad a la erección en la antigua Facultad de Letras de una nueva Biblioteca (Edificio Novo), que entra en funcionamiento en 1962. Los fondos de la Biblioteca experimentan un notable aumento y mejora.
La Biblioteca se reparte en dos edificios:
- Biblioteca Joanina, edificio de gran riqueza ornamental y decorativa, que alberga el fondo antiguo (libros y documentos anteriores a 1800).
- Edificio Novo, edificio construido en 1962 con un proyecto de Alberto Pessoa, y que alberga alrededor de un millón de libros sobre todos los campos de estudio. Consta de 4 plantas y ocupa 7000 metros cuadrados.